# Praxismanager
Der Begriff "Praxismanager", in Österreich wird abhängig von der Ausbildungsstätte bei weitgehender Übereinstimmung des Tätigkeitsbereiches auch der Begriff "Ordinationsmanager" verwendet, beschreibt die Aufgaben und Rolle der, vor allem durch Medizinische Fachangestellte (MFA), durchgeführten Tätigkeit in Arztpraxen oder Medizinischen Versorgungszentren. Praxismanager sind häufig zugleich auch sog. Erstkräfte bzw. leitende MFA.

## Geschichte
Das Berufsbild der Medizinischen Fachangestellten hat sich in den zurückliegenden 15 Jahren stark gewandelt. Infolge zunehmender Herausforderungen im Gesundheitswesen sind die Aufgaben deutlich komplexer geworden. Mehr und mehr werden von der MFA neben medizinischem und verwaltungsorganisatorischem Fachwissen auch Führungskompetenzen und eigenständiges Handeln verlangt.

## Aufgaben
Zu den grundlegenden organisatorischen Aufgaben zählen
- Praxisorganisation / Praxismanagement
- Patientenmanagement
- Qualitätsmanagement
- Abrechnung
- Konflikt- und Krisenmanagement

Weitere organisatorische Aufgaben können sein
- Betriebswirtschaft (Controlling, Rechnungsverwaltung)
- Personalführung
- Personalmanagement
- Praxismarketing

## Rolle
Innerhalb des Praxisteams nimmt der Praxismanager eine Führungsrolle zwischen den Medizinischen Fachangestellten und dem Praxisinhaber bzw. Leiter des Medizinischen Versorgungszentrums ein.
Diese Rolle enthält Konfliktpotential und erfordert einen ständigen Austausch zwischen den verschiedenen Hierarchien. Im Besonderen ist der eigenständige Entscheidungsspielraum und Wertvorstellungen des Praxisinhabers oder Leiter des MVZ frühzeitig zu klären.

## Ausbildung
Neben Tages- und Wochenendkursen sowie Fernstudien gibt es zum Teil berufsbegleitende Möglichkeiten der Weiterbildung.
Fortbildungsinhalte sind regelhaft:
- Betriebswirtschaft: die organisatorischen, planerischen und finanz- und steuertechnischen Überlegungen und Entscheidungen zur Praxisführung. Zudem sollte über ein Controlling ein Überblick der betriebswirtschaftlichen Entwicklungen verschafft werden.
- Praxismanagement: Planung und Verantwortung der Bereiche Praxisinventar, Räume, Terminmanagement, Sprechstundenablauf etc.
- Kassen- und Privatabrechnung: Leistungsdokumentation, Vorbereitung und Durchführung der Kassenabrechnung (EBM), Privatabrechnung (GOÄ) sowie für weitere Verträge (HZV) und IGEL-Leistungen
- Qualitätsmanagement: Dokumentation der Arbeitsprozesse und qualitative Weiterentwicklung der Arztpraxis
- Kommunikation: Gesprächsführung mit den Patienten und im Praxisteam
- Personalmanagement: Auswahl, Einstellung, Entlassung und Führung von Medizinischen Fachangestellten sowie anderen Mitarbeitern und deren Einsatzplanung. Dies beinhaltet auch Mitarbeitergespräche, in Form von Kritik-, Feedback- und jährlichen Zielvereinbarungsgesprächen.
- Rechtsvorschriften: Gesetze, Verordnungen und Richtlinien die im ambulanten Gesundheitswesen zu befolgen sind.
- Praxis-EDV-Anwendungen: Grundsätzlicher Überblick über den Einsatz und die Möglichkeiten der Praxissoftware und weiterer EDV-Anwendungen, insbesondere auch von Praxisverwaltungssoftware (PVS)
- Praxismarketing:  Homepage, Patienteninformationen, Zuweisermarketing

Durch diese Weiterbildungsinhalte soll der Praxismanager eine hohe Fachkompetenz erhalten.

## Anforderungen
Neben einer mehrjährigen Berufserfahrung als Medizinische Fachangestellte erleichtern weitere Kompetenzen die Arbeit als Praxismanager
- Selbstmanagement / Zeitmanagement
- Führungskompetenz
- Ziel- und ergebnisorientiertes Arbeiten
- Stressresistenz
- Eigenständigkeit

## Gehalt
Die Bezahlung des Praxismanagers kann sehr unterschiedlich ausfallen.
Durch die Professionalisierung des Praxismanagements und die erweiterte Ausbildung der Medizinischen Fachangestellten kann der Praxismanager in die Tarifgruppe IV nach Tarifvertrag für medizinische Fachangestellte eingeordnet werden.
Dies entspricht einem Gehalt des Praxismanagers von 2.581,26 € ab dem 1. Berufsjahr bis zu 3.391,22 € ab dem 17. Berufsjahr.
Abhängig von Größe und Patientenvolumen der medizinischen Einrichtung, sind auch weitaus höhere Gehälter für Praxismanagern denkbar.